# Zelotes quipungo
Zelotes quipungo este o specie de păianjeni din genul Zelotes, familia Gnaphosidae, descrisă de Fitzpatrick în anul 2007.
Este endemică în Angola. Conform Catalogue of Life specia Zelotes quipungo nu are subspecii cunoscute.